# Euphorbia hyssopifolia
Euphorbia hyssopifolia är en törelväxtart som beskrevs av Carl von Linné. Euphorbia hyssopifolia ingår i släktet törlar, och familjen törelväxter. Inga underarter finns listade i Catalogue of Life.